# Arquelao (general)
Arquelao (en griego antiguo Άρχέλαος) fue un general y probablemente yerno de Mitrídates VI de Ponto que vivió a finales del siglo II a. C. y comienzos del siglo I a. C..

## Campañas militares
Combatió contra Roma en la primera guerra mitridática. En 87 a. C. fue enviado a Grecia con un gran ejército y armada, y ocupó el Pireo tras tres días de combates con Quinto Bruto Sura, prefecto de Macedonia, quien el año anterior había derrotado a la armada mitridática al mando de Metrófanes y capturado la isla de Skiathos. Aquí, fue asediado por Sila, obligado a retirarse a Beocia y derrotado por completo en Queronea. Regresó al mando de otro ejército póntico, pero fue nuevamente derrotado en Orcomeno (85 a. C.), tras dos días de batalla. Cuando se firmó la paz, Arquelao, descubriendo que Mitrídates sospechaba de él, desertó al bando romano, por quienes fue bien recibido, y sirvió de asesor a Lúculo en la tercera y última guerra mitridática.

## Familia
Arquelao tuvo dos hijos:
- Arquelao II, nombrado sumo sacerdote de Comana en Capadocia (60 a. C. por Pompeyo, y posiblemente nombrado corregente tras su matrimonio. Murió en batalla contra las fuerzas de Aulo Gabinio, gobernador romano de Siria, en enero o febrero de 55 a. C.. Estuvo casado en segundas nupcias con Berenice IV de Egipto:
- Arquelao III, sumo sacerdote de Comana, casado con Glafira (concubina de Marco Antonio).

Su nieto, llamado Sisines, adoptó también el nombre de Arquelao, en reconocimiento de su abuelo. Fue entronizado por Marco Antonio como último rey de Capadocia.